# 키몬 게오르기에프
키몬 게오르기에프 스토야노프(불가리아어: 	Кимон Георгиев Стоянов, 1882년 8월 11일~1969년 9월 28일)는 불가리아의 군인, 정치인이다. 1934년부터 1935년까지, 1944년부터 1946년까지 불가리아 왕국의 총리를 지냈다.
파자르지크의 중산층 가정에서 태어난 게오르기에프는 1902년 불가리아군에 입대하여 중령까지 진급했다. 그는 1923년 불가리아 쿠데타에서 중요한 역할을 하고 안드레이 럅체프 내각에서 여러 장관 직책을 역임하면서 정치 경력을 시작했다. 장관에서 물러난 후인 1930년 정치 조직인 즈데노를 설립하였으며 1934년에 즈데노를 이끌고 쿠데타를 일으켜 총리에 올랐다. 총리에 오른 후 군부 독재 정권을 구성했으나 이듬해인 1935년 권력을 되찾으려던 불가리아 왕국의 국왕인 보리스 3세에 의해 축출되었다.
이후 극우 반공주의 성향을 버리고 공산주의 조직인 불가리아 조국전선의 협력을 얻어 1944년 불가리아 쿠데타에 가담하였다. 쿠데타 성공 후 다시 총리에 올라 1946년까지 재임했다. 이후 불가리아 인민공화국이 성립되자 각료회의 부의장, 전쟁부 장관, 외무부 장관 등을 역임했다.